# 그로스 포인트 블랭크
그로스 포인트 블랭크(Grosse Pointe Blank)는 미국에서 제작된 조지 아미터지 감독의 1997년 영화이다. 존 쿠삭 등이 주연으로 출연하였고 수잔 아놀드 등이 제작에 참여하였다.
방영명은 동창회 대소동이다.

## 출연

### 주연
- 존 쿠삭
- 미니 드라이버
- 알란 아킨
- 댄 애크로이드

### 조연
- 조안 쿠삭
- 제레미 피번
- 행크 아자리아

## 제작진
- 공동제작: 존 쿠삭
- 공동제작: 스티브 핑크
- 미술: 스티븐 알트먼
- 의상: 유진 바파로코스
- Ass-PD: Jackie Rubin
- Ass-PD: Brent Armitage
- 배역: 주니 로우리-존슨
- 배역: 론 서마